# Duška
Duška je žensko osebno ime.

## Izvor imena
Ime Duška je različica ženskega osebnega imena Duša.

## Pogostost imena
Po podatkih Statističnega urada Republike Slovenije je bilo na dan 31. decembra 2007 v Sloveniji število ženskih oseb z imenom Duška: 139.

## Osebni praznik
V koledarju je ime Duška zapisano 14. decembra skupaj z imenoma Duša in Dušan.